# جورج س. شيرمان جونيور
جورج س. شيرمان جونيور (بالإنجليزية: George C. Sherman, Jr.)‏ هو لاعب البولو أمريكي، ولد في 12 يوليو 1911، وتوفي في 3 فبراير 1986.